# Pallavolo ai Giochi della XXXI Olimpiade - Torneo femminile
Il torneo femminile di pallavolo ai Giochi della XXXI Olimpiade si è svolto dal 6 al 20 agosto 2016 a Rio de Janeiro, in Brasile, durante i Giochi della XXXI Olimpiade: al torneo hanno partecipato dodici squadre nazionali e la vittoria finale è andata per la terza volta alla Cina.

## Qualificazioni
Al torneo hanno partecipato: la nazionale del paese ospitante, le prime due classificate alla Coppa del Mondo 2015, la prima classificata di ogni torneo di qualificazione continentale e le prime tre classificate del girone A e la prima classificata del girone B al torneo di qualificazione mondiale.

## Impianti
|                                                                                       |  |  |
|                                                                                       |  |  |
| Ginásio do Maracanãzinho Città: Rio de Janeiro Capienza: 11 800 Anno d'apertura: 1954 |  |  |

## Regolamento

### Formula
Le squadre hanno disputato una prima fase a gironi con formula del girone all'italiana; al termine della prima fase le prime quattro classificate di ogni girone hanno acceduto alla fase finale strutturata in quarti di finale, semifinali, finale per il terzo posto e finale.

### Criteri di classifica
Se il risultato finale è stato di 3-0 o 3-1 sono stati assegnati 3 punti alla squadra vincente e 0 a quella sconfitta, se il risultato finale è stato di 3-2 sono stati assegnati 2 punti alla squadra vincente e 1 a quella sconfitta.
L'ordine del posizionamento in classifica è stato definito in base a:
- Numero di partite vinte;
- Punti;
- Ratio dei set vinti/persi;
- Ratio dei punti realizzati/subiti;
- Risultati degli scontri diretti.

## Squadre partecipanti
| Squadra       | Qualificazione                                                 | Ultima partecipazione |
| ------------- | -------------------------------------------------------------- | --------------------- |
| Argentina     | 1ª al torneo di qualificazione sudamericano                    | Debutto               |
| Brasile       | Paese organizzatore                                            | Londra 2012           |
| Camerun       | 1ª al torneo di qualificazione africano                        | Debutto               |
| Cina          | 1ª alla Coppa del Mondo 2015                                   | Londra 2012           |
| Corea del Sud | 4ª al torneo di qualificazione mondiale A                      | Londra 2012           |
| Giappone      | 1ª asiatica e oceaniana al torneo di qualificazione mondiale A | Londra 2012           |
| Italia        | 1ª al torneo di qualificazione mondiale A                      | Londra 2012           |
| Paesi Bassi   | 2ª al torneo di qualificazione mondiale A                      | Atlanta 1996          |
| Porto Rico    | 1ª al torneo di qualificazione mondiale B                      | Debutto               |
| Russia        | 1ª al torneo di qualificazione europeo                         | Londra 2012           |
| Serbia        | 2ª alla Coppa del Mondo 2015                                   | Londra 2012           |
| Stati Uniti   | 1ª al torneo di qualificazione nordamericano                   | Londra 2012           |

## Torneo

### Fase a gironi
| Girone A      | Girone B    |
| ------------- | ----------- |
| Argentina     | Cina        |
| Brasile       | Italia      |
| Camerun       | Paesi Bassi |
| Corea del Sud | Porto Rico  |
| Giappone      | Serbia      |
| Russia        | Stati Uniti |

#### Girone A

##### Risultati
| 6 agosto 2016 Ginásio do Maracanãzinho, Rio de Janeiro Durata: 1h:39 - Spettatori: 5 760  | Giappone      | 1 - 3 | Corea del Sud | 25-19, 15-25, 17-25, 21-25        |
| 6 agosto 2016 Ginásio do Maracanãzinho, Rio de Janeiro Durata: 1h:03 - Spettatori: 7 890  | Brasile       | 3 - 0 | Camerun       | 25-14, 25-21, 25-13               |
| 6 agosto 2016 Ginásio do Maracanãzinho, Rio de Janeiro Durata: 1h:07 - Spettatori: 5 437  | Russia        | 3 - 0 | Argentina     | 25-13, 25-10, 25-16               |
| 8 agosto 2016 Ginásio do Maracanãzinho, Rio de Janeiro Durata: 1h:09 - Spettatori: 5 400  | Giappone      | 3 - 0 | Camerun       | 25-20, 25-15, 25-17               |
| 8 agosto 2016 Ginásio do Maracanãzinho, Rio de Janeiro Durata: 1h:47 - Spettatori: 5 398  | Russia        | 3 - 1 | Corea del Sud | 25-23, 23-25, 25-23, 25-14        |
| 8 agosto 2016 Ginásio do Maracanãzinho, Rio de Janeiro Durata: 1h:10 - Spettatori: 7 651  | Brasile       | 3 - 0 | Argentina     | 25-16, 25-19, 25-11               |
| 10 agosto 2016 Ginásio do Maracanãzinho, Rio de Janeiro Durata: 1h:15 - Spettatori: 6 396 | Russia        | 3 - 0 | Camerun       | 25-19, 25-22, 25-23               |
| 10 agosto 2016 Ginásio do Maracanãzinho, Rio de Janeiro Durata: 1h:14 - Spettatori: 7 248 | Corea del Sud | 3 - 0 | Argentina     | 25-18, 25-20, 25-23               |
| 10 agosto 2016 Ginásio do Maracanãzinho, Rio de Janeiro Durata: 1h:08 - Spettatori: 8 759 | Brasile       | 3 - 0 | Giappone      | 25-18, 25-18, 25-22               |
| 12 agosto 2016 Ginásio do Maracanãzinho, Rio de Janeiro Durata: 1h:56 - Spettatori: 5 345 | Argentina     | 3 - 2 | Camerun       | 19-25, 25-19, 26-28, 25-21, 15-13 |
| 12 agosto 2016 Ginásio do Maracanãzinho, Rio de Janeiro Durata: 1h:18 - Spettatori: 7 448 | Russia        | 3 - 0 | Giappone      | 25-14, 30-28, 25-18               |
| 12 agosto 2016 Ginásio do Maracanãzinho, Rio de Janeiro Durata: 1h:18 - Spettatori: 8 790 | Brasile       | 3 - 0 | Corea del Sud | 25-17, 25-13, 27-25               |
| 14 agosto 2016 Ginásio do Maracanãzinho, Rio de Janeiro Durata: 1h:08 - Spettatori: 6 893 | Corea del Sud | 3 - 0 | Camerun       | 25-15, 25-22, 25-20               |
| 14 agosto 2016 Ginásio do Maracanãzinho, Rio de Janeiro Durata: 1h:15 - Spettatori: 5 939 | Giappone      | 3 - 0 | Argentina     | 25-23, 25-16, 26-24               |
| 14 agosto 2016 Ginásio do Maracanãzinho, Rio de Janeiro Durata: 1h:22 - Spettatori: 8 892 | Brasile       | 3 - 0 | Russia        | 25-23, 25-21, 25-21               |

##### Classifica
| Pos | Squadra       | Pt | G | V | P | SV | SP | Ratio | PF  | PS  | Ratio |
| --- | ------------- | -- | - | - | - | -- | -- | ----- | --- | --- | ----- |
| 1.  | Brasile       | 15 | 5 | 5 | 0 | 15 | 0  | MAX   | 377 | 272 | 1,386 |
| 2.  | Russia        | 12 | 5 | 4 | 1 | 12 | 4  | 3,000 | 393 | 323 | 1,216 |
| 3.  | Corea del Sud | 9  | 5 | 3 | 2 | 10 | 7  | 1,428 | 384 | 372 | 1,032 |
| 4.  | Giappone      | 6  | 5 | 2 | 3 | 7  | 9  | 0,777 | 347 | 364 | 0,953 |
| 5.  | Argentina     | 2  | 5 | 1 | 4 | 3  | 14 | 0,214 | 319 | 407 | 0,783 |
| 6.  | Camerun       | 1  | 5 | 0 | 5 | 2  | 15 | 0,133 | 328 | 410 | 0,800 |

#### Girone B

##### Risultati
| 6 agosto 2016 Ginásio do Maracanãzinho, Rio de Janeiro Durata: 1h:59 - Spettatori: 6 410  | Cina        | 2 - 3 | Paesi Bassi | 23-25, 25-21, 25-18, 22-25, 13-15 |
| 6 agosto 2016 Ginásio do Maracanãzinho, Rio de Janeiro Durata: 1h:14 - Spettatori: 6 832  | Stati Uniti | 3 - 0 | Porto Rico  | 25-17, 25-22, 25-17               |
| 6 agosto 2016 Ginásio do Maracanãzinho, Rio de Janeiro Durata: 1h:20 - Spettatori: 4 373  | Serbia      | 3 - 0 | Italia      | 27-25, 25-20, 25-23               |
| 8 agosto 2016 Ginásio do Maracanãzinho, Rio de Janeiro Durata: 1h:13 - Spettatori: 4 804  | Cina        | 3 - 0 | Italia      | 25-21, 25-21, 25-16               |
| 8 agosto 2016 Ginásio do Maracanãzinho, Rio de Janeiro Durata: 1h:52 - Spettatori: 5 455  | Stati Uniti | 3 - 2 | Paesi Bassi | 18-25, 25-18, 21-25, 25-20, 15-8  |
| 8 agosto 2016 Ginásio do Maracanãzinho, Rio de Janeiro Durata: 1h:10 - Spettatori: 5 730  | Serbia      | 3 - 0 | Porto Rico  | 29-27, 25-18, 25-20               |
| 10 agosto 2016 Ginásio do Maracanãzinho, Rio de Janeiro Durata: 1h:05 - Spettatori: 4 386 | Cina        | 3 - 0 | Porto Rico  | 25-20, 25-17, 25-18               |
| 10 agosto 2016 Ginásio do Maracanãzinho, Rio de Janeiro Durata: 1h:08 - Spettatori: 5 539 | Italia      | 0 - 3 | Paesi Bassi | 21-25, 20-25, 20-25               |
| 10 agosto 2016 Ginásio do Maracanãzinho, Rio de Janeiro Durata: 1h:32 - Spettatori: 7 134 | Stati Uniti | 3 - 1 | Serbia      | 25-17, 21-25, 25-18, 25-19        |
| 12 agosto 2016 Ginásio do Maracanãzinho, Rio de Janeiro Durata: 1h:08 - Spettatori: 3 509 | Cina        | 0 - 3 | Serbia      | 19-25, 19-25, 22-25               |
| 12 agosto 2016 Ginásio do Maracanãzinho, Rio de Janeiro Durata: 1h:38 - Spettatori: 7 243 | Stati Uniti | 3 - 1 | Italia      | 25-22, 25-22, 23-25, 25-20        |
| 12 agosto 2016 Ginásio do Maracanãzinho, Rio de Janeiro Durata: 1h:11 - Spettatori: 6 742 | Paesi Bassi | 3 - 0 | Porto Rico  | 25-14, 25-22, 25-16               |
| 14 agosto 2016 Ginásio do Maracanãzinho, Rio de Janeiro Durata: 1h:59 - Spettatori: 6 387 | Serbia      | 2 - 3 | Paesi Bassi | 22-25, 20-25, 25-22, 25-18, 8-15  |
| 14 agosto 2016 Ginásio do Maracanãzinho, Rio de Janeiro Durata: 1h:01 - Spettatori: 7 225 | Italia      | 3 - 0 | Porto Rico  | 25-14, 25-13, 25-22               |
| 14 agosto 2016 Ginásio do Maracanãzinho, Rio de Janeiro Durata: 1h:42 - Spettatori: 6 897 | Stati Uniti | 3 - 1 | Cina        | 22-25, 25-17, 25-19, 25-19        |

##### Classifica
| Pos | Squadra     | Pt | G | V | P | SV | SP | Ratio | PF  | PS  | Ratio |
| --- | ----------- | -- | - | - | - | -- | -- | ----- | --- | --- | ----- |
| 1.  | Stati Uniti | 14 | 5 | 5 | 0 | 15 | 5  | 3,000 | 470 | 400 | 1,175 |
| 2.  | Paesi Bassi | 11 | 5 | 4 | 1 | 14 | 7  | 2,000 | 455 | 425 | 1,070 |
| 3.  | Serbia      | 10 | 5 | 3 | 2 | 12 | 6  | 2,000 | 410 | 394 | 1,040 |
| 4.  | Cina        | 7  | 5 | 2 | 3 | 9  | 9  | 1,000 | 398 | 389 | 1,023 |
| 5.  | Italia      | 3  | 5 | 1 | 4 | 4  | 12 | 0,333 | 351 | 374 | 0,938 |
| 6.  | Porto Rico  | 0  | 5 | 0 | 5 | 0  | 15 | 0,000 | 277 | 379 | 0,730 |

### Fase finale
|  | Quarti | Quarti        | Quarti |  |    | Semifinali | Semifinali  | Semifinali |                 |                 | Finale          | Finale      | Finale |
|  |        |               |        |  |    |            |             |            |                 |                 |                 |             |        |
|  | 1A     | Brasile       | 2      |  |    |            |             |            |                 |                 |                 |             |        |
|  | 1A     | Brasile       | 2      |  |    |            |             |            |                 |                 |                 |             |        |
|  | 4B     | Cina          | 3      |  |    |            |             |            |                 |                 |                 |             |        |
|  | 4B     | Cina          | 3      |  | 4B | Cina       | 3           |            |                 |                 |                 |             |        |
|  |        |               |        |  | 4B | Cina       | 3           |            |                 |                 |                 |             |        |
|  |        |               |        |  |    | 2B         | Paesi Bassi | 1          |                 |                 |                 |             |        |
|  | 3A     | Corea del Sud | 1      |  |    | 2B         | Paesi Bassi | 1          |                 |                 |                 |             |        |
|  | 3A     | Corea del Sud | 1      |  |    |            |             |            |                 |                 |                 |             |        |
|  | 2B     | Paesi Bassi   | 3      |  |    |            |             |            |                 |                 |                 |             |        |
|  | 2B     | Paesi Bassi   | 3      |  |    |            |             |            |                 | 4B              | Cina            | 3           |        |
|  |        |               |        |  |    |            |             |            |                 | 4B              | Cina            | 3           |        |
|  |        |               |        |  |    |            |             |            |                 |                 | 3B              | Serbia      | 1      |
|  | 2A     | Russia        | 0      |  |    |            |             |            |                 |                 | 3B              | Serbia      | 1      |
|  | 2A     | Russia        | 0      |  |    |            |             |            |                 |                 |                 |             |        |
|  | 3B     | Serbia        | 3      |  |    |            |             |            |                 |                 |                 |             |        |
|  | 3B     | Serbia        | 3      |  | 3B | Serbia     | 3           |            | Finale 3° posto | Finale 3° posto | Finale 3° posto |             |        |
|  |        |               |        |  | 3B | Serbia     | 3           |            |                 |                 |                 |             |        |
|  |        |               |        |  |    | 1B         | Stati Uniti | 2          |                 |                 | 2B              | Paesi Bassi | 1      |
|  | 4A     | Giappone      | 0      |  |    |            | Stati Uniti | 2          |                 |                 | 2B              | Paesi Bassi | 1      |
|  | 4A     | Giappone      | 0      |  |    |            |             |            |                 | 1B              | Stati Uniti     | 3           |        |
|  | 1B     | Stati Uniti   | 3      |  |    |            |             |            |                 |                 | Stati Uniti     | 3           |        |
|  | 1B     | Stati Uniti   | 3      |  |    |            |             |            |                 |                 |                 |             |        |

#### Quarti di finale
| 16 agosto 2016 Ginásio do Maracanãzinho, Rio de Janeiro Durata: 1h:40 - Spettatori: 6 351 | Corea del Sud | 1 - 3 | Paesi Bassi | 19-25, 14-25, 25-23, 20-25        |
| 16 agosto 2016 Ginásio do Maracanãzinho, Rio de Janeiro Durata: 1h:12 - Spettatori: 7 226 | Giappone      | 0 - 3 | Stati Uniti | 16-25, 23-25, 22-25               |
| 16 agosto 2016 Ginásio do Maracanãzinho, Rio de Janeiro Durata: 1h:03 - Spettatori: 7 121 | Russia        | 0 - 3 | Serbia      | 9-25, 22-25, 21-25                |
| 16 agosto 2016 Ginásio do Maracanãzinho, Rio de Janeiro Durata: 2h:01 - Spettatori: 9 498 | Brasile       | 2 - 3 | Cina        | 25-15, 23-25, 22-25, 25-22, 13-15 |

#### Semifinali
| 18 agosto 2016 Ginásio do Maracanãzinho, Rio de Janeiro Durata: 1h:50 - Spettatori: 5 837 | Serbia | 3 - 2 | Stati Uniti | 20-25, 25-17, 25-21, 16-25, 15-13 |
| 18 agosto 2016 Ginásio do Maracanãzinho, Rio de Janeiro Durata: 1h:55 - Spettatori: 8 411 | Cina   | 3 - 1 | Paesi Bassi | 27-25, 23-25, 29-27, 25-23        |

#### Finale 3º posto
| 20 agosto 2016 Ginásio do Maracanãzinho, Rio de Janeiro Durata: 1h:43 - Spettatori: 7 897 | Paesi Bassi | 1 - 3 | Stati Uniti | 23-25, 27-25, 22-25, 19-25 |

#### Finale
| 20 agosto 2016 Ginásio do Maracanãzinho, Rio de Janeiro Durata: 1h:37 - Spettatori: 8 773 | Cina | 3 - 1 | Serbia | 19-25, 25-17, 25-22, 25-23 |

## Classifica finale
| Pos | Squadra       | Rosa |
| --- | ------------- | --- |
|     | Cina          | Formazione: 1 Yuan, 2 Zhu, 3 Yang, 6 Gong, 7 Wei, 9 Zhang, 10 Liu, 11 Xu, 12 Hui, 15 Lin, 16 Ding, 17 Yan, CT: Lang                                                                       |
|     | Serbia        | Formazione: 1 Buša, 2 Brakočević, 4 Živković, 6 Malešević, 9 Mihajlović, 10 Ognjenović, 11 Veljković, 12 Nikolić, 15 Stevanović, 16 Rašić, 17 Popović, 19 Bošković, CT: Terzić            |
|     | Stati Uniti   | Formazione: 1 Glass, 2 Banwarth, 3 Thompson, 5 Adams, 6 Lloyd, 10 Larson, 12 Murphy, 13 Harmotto, 15 Hill, 16 Akinradewo, 23 Robinson, 25 Lowe, CT: Kiraly                                |
| 4.  | Paesi Bassi   | Formazione: 2 Stoltenborg, 3 Beliën, 4 Plak, 5 de Kruijf, 6 Grothues, 7 Steenbergen, 8 Pietersen, 9 Schoot, 10 Slöetjes, 11 Buijs, 14 Dijkema, 16 Stam, CT: Guidetti                      |
| 5.  | Brasile       | Formazione: 1 Claudino, 2 Barreto, 3 Lins, 5 A. da Silva, 6 de Menezes, 8 de Carvalho, 10 G. Guimarães, 12 Pereira, 13 de Castro, 16 Garay, 17 de Souza, 19 L. da Silva, CT: J. Guimarães |
| 5.  | Corea del Sud | Formazione: 3 Lee H.h., 4 Kim H.j., 5 Kim H.r., 6 Hwang, 7 Lee J.y., 8 Nam, 10 Kim Y.k., 11 Kim S.j, 13 Park, 14 Yang, 16 Bae, 17 Yeum, CT: Lee J.c.                                      |
| 5.  | Giappone      | Formazione: 1 Nagaoka, 2 Miyashita, 3 Kimura, 5 Satō, 6 Nabeya, 7 Yamaguchi, 9 Shimamura, 11 Araki, 12 Ishii, 16 Sakoda, 18 Zayasu, 20 Tashiro, CT: Manabe                                |
| 5.  | Russia        | Formazione: 1 Ščerban', 3 Ežova, 4 Zarjažko, 6 Malygina, 8 Hončarova, 9 Uljakina, 10 Pankova, 14 Fetisova, 15 Košeleva, 16 Voronkova, 19 Malova, 20 Šljachovaja, CT: Maričev              |
| 9.  | Argentina     | Formazione: 2 Acosta, 3 Nizetich, 5 Fresco, 9 Sagardía, 10 Sosa, 11 Lazcano, 12 Rizzo, 13 Boscacci, 14 Fernández, 16 Busquets, 18 Castiglione, 22 Martínez, CT: Orduna                    |
| 9.  | Italia        | Formazione: 1 Ortolani, 4 Orro, 6 De Gennaro, 7 Guiggi, 8 Gennari, 9 Centoni, 11 Chirichella, 14 Lo Bianco, 15 Del Core, 16 Sylla, 18 Egonu, 20 Danesi, CT: Bonitta                       |
| 11. | Camerun       | Formazione: 1 Fotso, 2 Tchoudjang, 4 Nasser, 5 Aboa Mbeza, 6 Moma Bassoko, 7 Koulla, 10 Bikatal, 11 Ngon Ntame, 12 Abdoulkarim, 13 Essissima, 14 Amana, 15 Piata Zessi, CT: Akono         |
| 11. | Porto Rico    | Formazione: 1 Seilhamer, 2 Venegas, 3 Mojica, 6 Rosa, 7 Enright, 9 Cruz, 10 Reyes, 11 Ocasio, 14 Valentín, 15 Santana, 16 Oquendo, 18 Morales, CT: Núñez                                  |

## Premi individuali
| Premio                 | Nome                | Squadra     |
| ---------------------- | ------------------- | ----------- |
| MVP                    | Zhu Ting            | Cina        |
| Miglior palleggiatrice | Alisha Glass        | Stati Uniti |
| Miglior opposto        | Lonneke Slöetjes    | Paesi Bassi |
| Miglior schiacciatrice | Zhu Ting            | Cina        |
| Miglior schiacciatrice | Brankica Mihajlović | Serbia      |
| Miglior centrale       | Milena Rašić        | Serbia      |
| Miglior centrale       | Foluke Akinradewo   | Stati Uniti |
| Miglior libero         | Lin Li              | Cina        |